# Divisions du Bangladesh

Divisions du Bangladesh (depuis septembre 2015)

Le Bangladesh est composé de huit divisions (bibhags, বিভাগ) qui portent chacune le nom de leur capitale.
Chaque division est divisée en districts (zila ou jela, জেলা) puis en upazilas.
| Division   | Capitale   | District | Upazila | Municipalité | Ward  | Mahallah | Union | Mauza  | Village | Population  | Superficie |
| ---------- | ---------- | -------- | ------- | ------------ | ----- | -------- | ----- | ------ | ------- | ----------- | ---------- |
| Barisal    | Barisal    | 6        | 39      | 22           | 219   | 419      | 333   | 3 183  | 4 273   | 8 325 666   | 13 644,85  |
| Chittagong | Chittagong | 11       | 97      | 38           | 404   | 1 174    | 336   | 8 242  | 15 060  | 28 423 019  | 33 771,18  |
| Dacca      | Dacca      | 13       | 93      | 64           | 681   | 2 634    | 1 833 | 16 934 | 25 283  | 36 054 418  | 20 593,74  |
| Khulna     | Khulnâ     | 10       | 59      | 28           | 277   | 913      | 565   | 6 941  | 9 284   | 15 687 759  | 22 285,41  |
| Mymensingh | Mymensingh | 4        | 34      |              |       |          | 350   |        |         | 11 370 000  | 10 584,06  |
| Râjshâhî   | Râjshâhî   | 8        | 70      | 36           | 558   | 1 950    | 558   | 18 431 | 14 307  | 18 484 858  | 18 309,67  |
| Rangpur    | Rangpur    | 8        | 58      | 21           |       |          | 536   |        | 9 054   | 15 787 758  | 16 184,99  |
| Sylhet     | Sylhet     | 4        | 38      | 14           | 144   | 608      | 334   | 5 498  | 10 101  | 9 910 219   | 12 595,95  |
| Total      | -          | 64       | 489     | 223          | 2 300 | 7 698    | 4 466 | 59 229 |         | 149 772 364 |            |

## Historique
Au lendemain de l'indépendance, le Bangladesh est divisé en quatre divisions : Chittagong, Dacca, Khulna et Rajshahi.
En 1983, Dacca est renommée en Dhaka pour se rapprocher de la prononciation en bangla.
En 1993, la division de Barisal est créée à partir de celle de Khulna. La division de Sylhet est créée en 1998, à partir de la division de Chittagong. La division de Rangpur est créée le 25 janvier 2010 en réunissant 8 anciens districts de la division de Rajshahi (Dinajpur, Gaibandha, Kurigram, Lalmonirhat, Nilphamarin, Panchagarh, Rangpur et Thakurgaon) .
En septembre 2015, la division de Mymensingh est créée à partir des quatre districts septentrionaux (Jamalpur, Mymensingh, Netrokona et Sherpur) de la division de Dhaka.

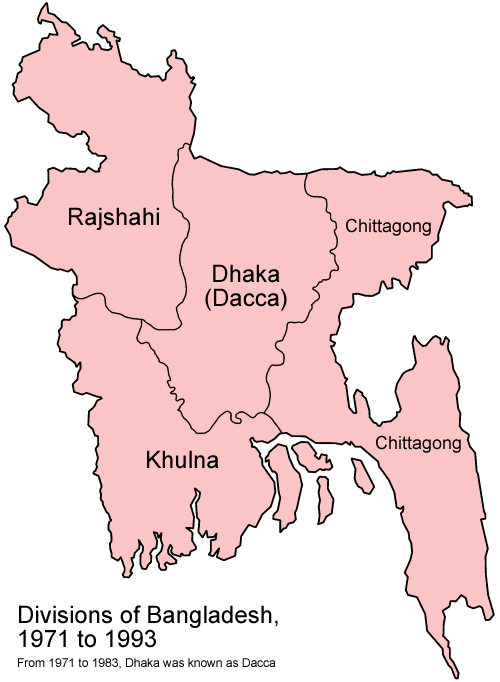
Divisions du Bangladesh (1971-1993)
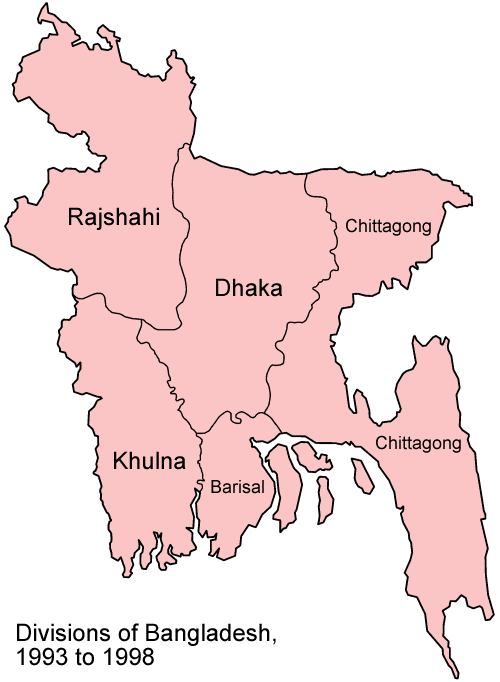
Divisions du Bangladesh (1993-1998)
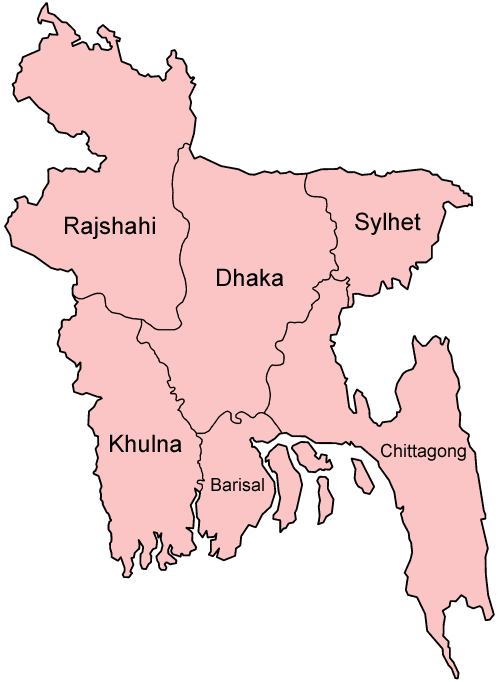
Divisions du Bangladesh (1998-2010)
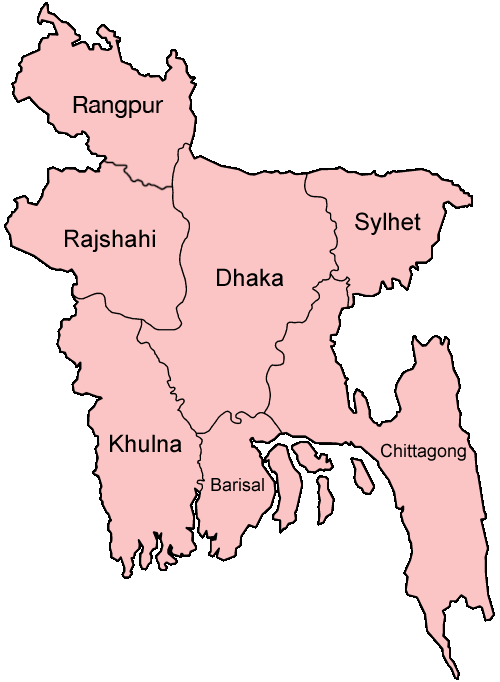
Divisions du Bangladesh (2010-2015)